# ルミエール旧地下発酵槽
ルミエール旧地下発酵槽（ルミエールきゅうちかはっこうそう）は、山梨県笛吹市一宮町南野呂にある、現存する日本最古のヨーロッパ型横蔵式ワイン醸造 (Winemaking) 専用の地下発酵槽、および半地下貯蔵庫である。1901年（明治34年）に施工建築されており、「再現することが容易でないもの」として、1998年（平成10年）4月21日に、国の登録有形文化財に登録された。

## 概要

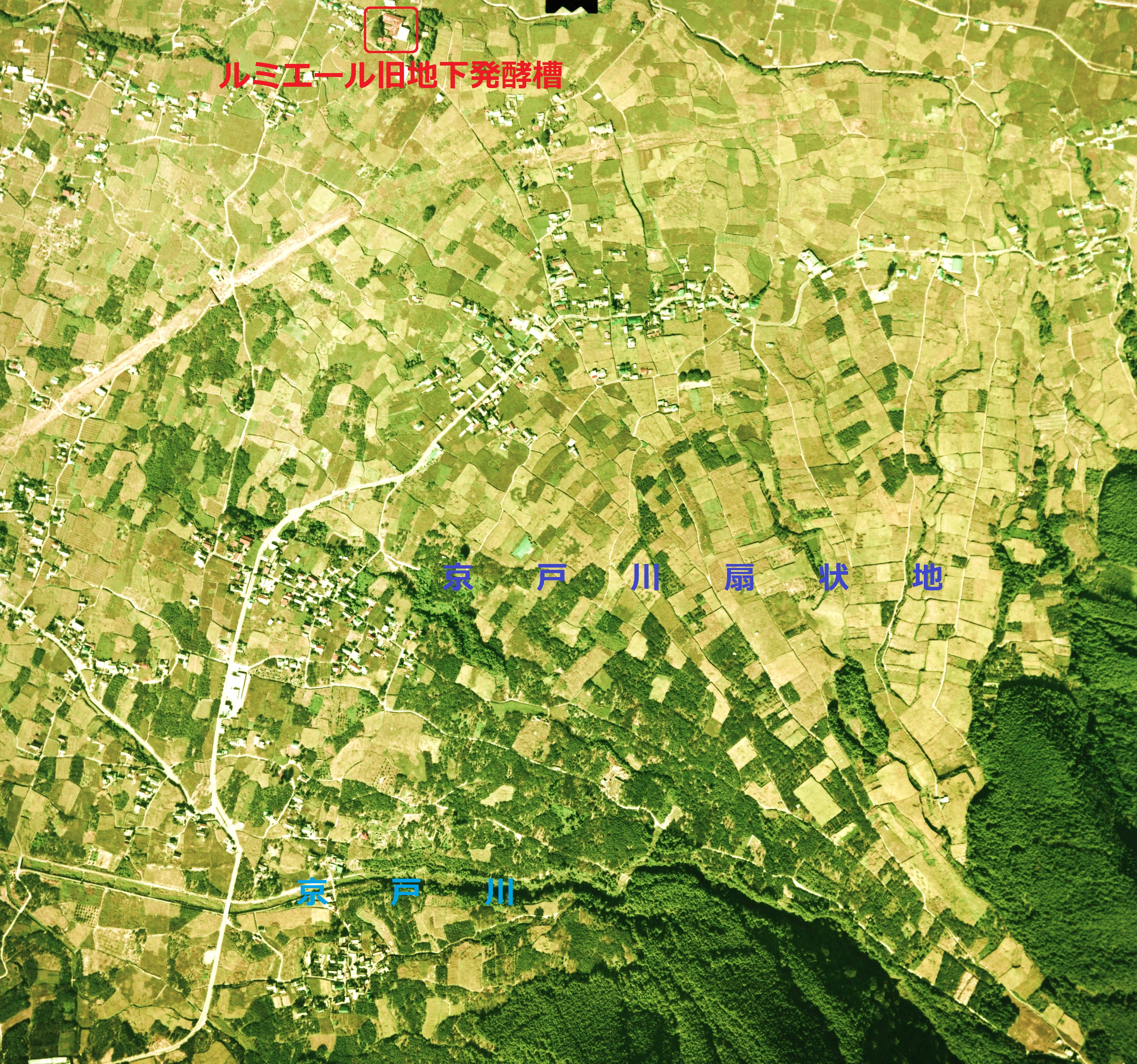
京戸川扇状地の空中写真。（1975年撮影）
画像中央最上部、やや左に見える赤い屋根の建物が、地下発酵槽のあるルミエールワイナリー。扇状地下部末端に作られている様子が分かる。

日本最古のワイン醸造用地下発酵槽のあるルミエールワイナリーは、甲府盆地の東部に点在する扇状地のひとつである、京戸川扇状地の下部中腹にあり、周囲をブドウ畑に囲まれた標高約360メートルの傾斜地に位置している。
ルミエールワイナリー（旧社名、甲州園）は、1885年（明治18年）当地南野呂の旧家、降矢（ふりや）家の降矢徳義（とくぎ）により、勝沼を中心とする甲府盆地東部一帯で江戸時代より栽培される甲州ブドウを利用した葡萄酒の製造・販売を営む降矢醸造所として創業された。
その後、2代目である降矢虎馬之甫（こまのすけ）により1894年（明治27年）企業体に改組され、生産量の拡大および販路の開拓が行われ、以降屋号を「甲州園」として長年にわたり葡萄酒醸造業を営み、1992年（平成4年）に同社のワイン商標「ルミエール」に社名変更し今日に至っている。
同社の立地する京戸川扇状地の傾斜地は、水はけが良くブドウ栽培に適していただけでなく、扇状地の地中を流れる伏流水による地下水を利用した天然の冷却効果を得られることから、定温性に優れた地下式のワインセラーやタンクを造成するのにも適しており、2代目虎馬之甫自らヨーロッパ式の石蔵発酵槽を参考に設計し、また神谷傳兵衛（シャトーカミヤ・神谷バーの創設者）の指導を受け、1901年（明治34年）4月に、扇状地の傾斜を利用した日本初のヨーロッパ型横蔵式ワイン醸造専用半地下貯蔵庫、地下発酵槽が建設された。
この発酵槽は主に赤葡萄酒の発酵に使用され、大量の原料ブドウを投げ入れ、発酵後職人が槽の中に入り、手作業でブドウを破砕して仕込みを行っていた。
その後、金属製醸造タンクの普及に伴い、地下発酵槽は使われなくなった時期があったが、登録有形文化財の登録を契機に、地下発酵槽での醸造が再び行われるようになった。

## 構造

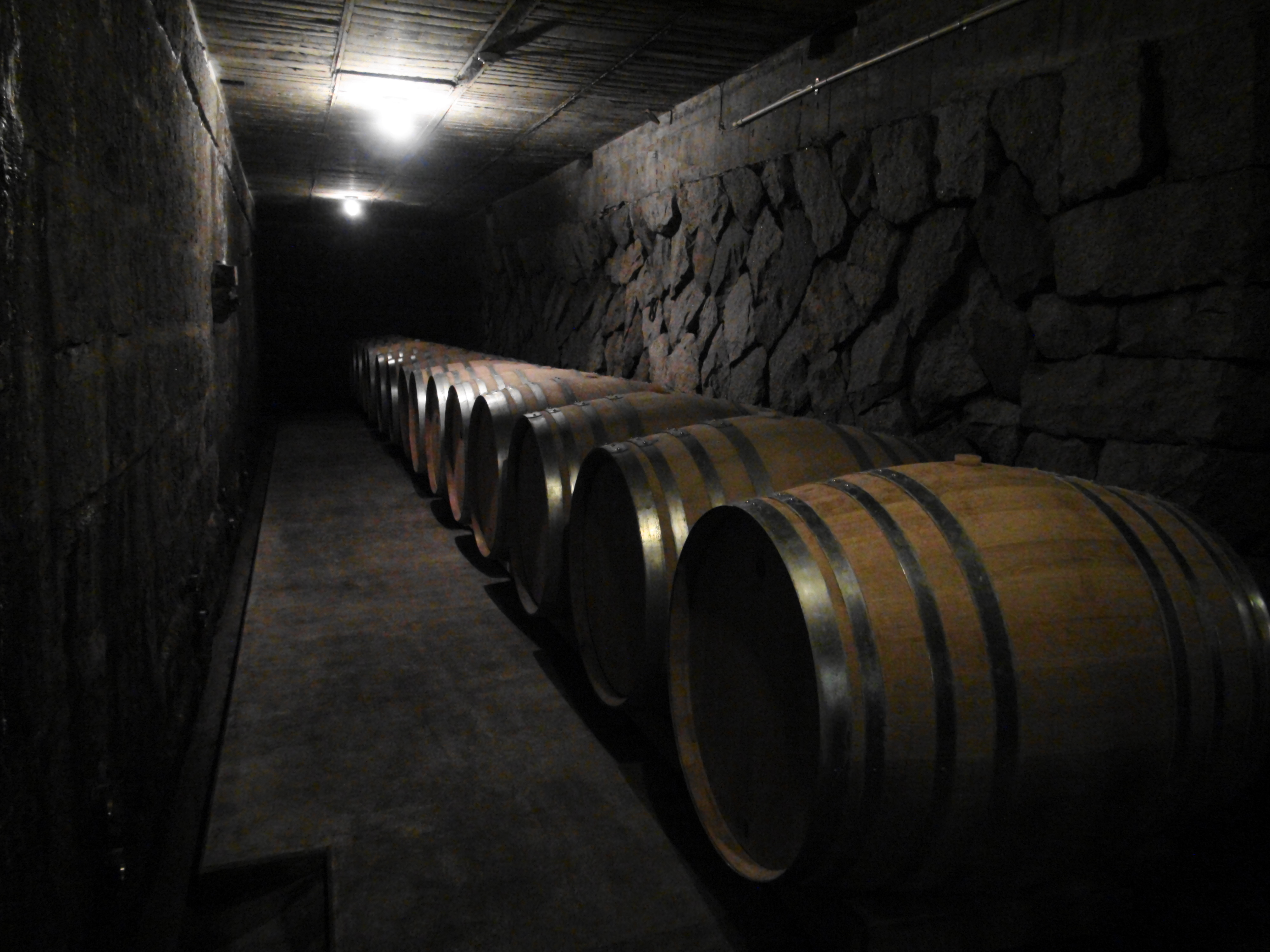
地下通路はセラーとして使用されている。左側の石組みが発酵槽の外壁面である。

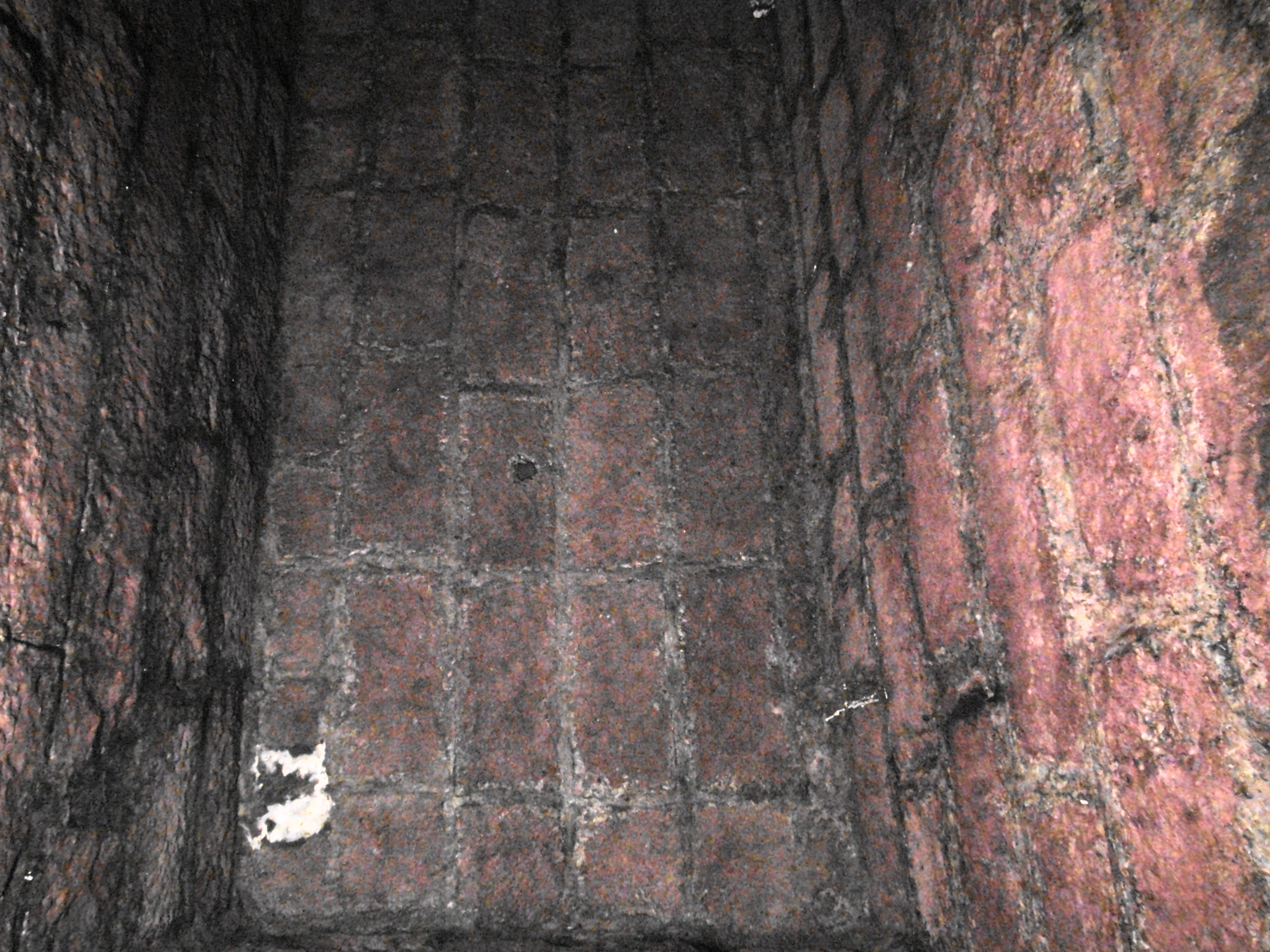
発酵槽の内部は、経年の利用によりブドウの色素が付着し、レンガのように見えるが、材質は花崗岩である。

建設当初、地下発酵槽（石蔵タンク）に平行して葡萄酒貯蔵用枇杷樽を置くための2段式地下貯蔵庫と、南北に掘られた高級酒貯蔵用の穴蔵も建設されたが、1961年（昭和36年）に地下発酵槽以外は全て撤去され、その跡地には地下式セメントタンクが建造されている。
1基あたりの大きさ
幅
1.65メートル
奥行き
3.6メートル
高さ
2.25メートル
計10基、および地下通路、合計建築面積203m2
この地下発酵槽は、耐酸性に優れている花崗岩を高い精度で積み上げて造られており、長方形の発酵槽合計10基が横並びに建設されている。発酵槽1基の内部は、幅1.65メートル、奥行き3.6メートル、高さ2.25メートルの大きさがある。赤葡萄酒の大量仕込み発酵タンク兼貯蔵タンクとして建設されたこの地下発酵槽は、関東大震災にも耐えた非常に強固な造りになっており、花崗岩の表面には長年の利用によりブドウの色素が付着している。発酵槽1基あたり約1万リットル以上の醸造が可能で、10基全てを利用した場合、1度に10万リットル以上の仕込を行うことも可能である。
発酵槽の前面には、各発酵槽から葡萄酒を取り出すためのパイプが設置された地下通路があり、仕込み時期以外はセラーとして使用され、地下通路から北側へ続くコンクリート製の地下セラーには300樽ものワイン樽が貯蔵されている。また、敷地内には地下水を循環させる方法による冷却装置が備えられた土蔵造りの酵母発酵蔵が現存している。

## 石蔵での醸造

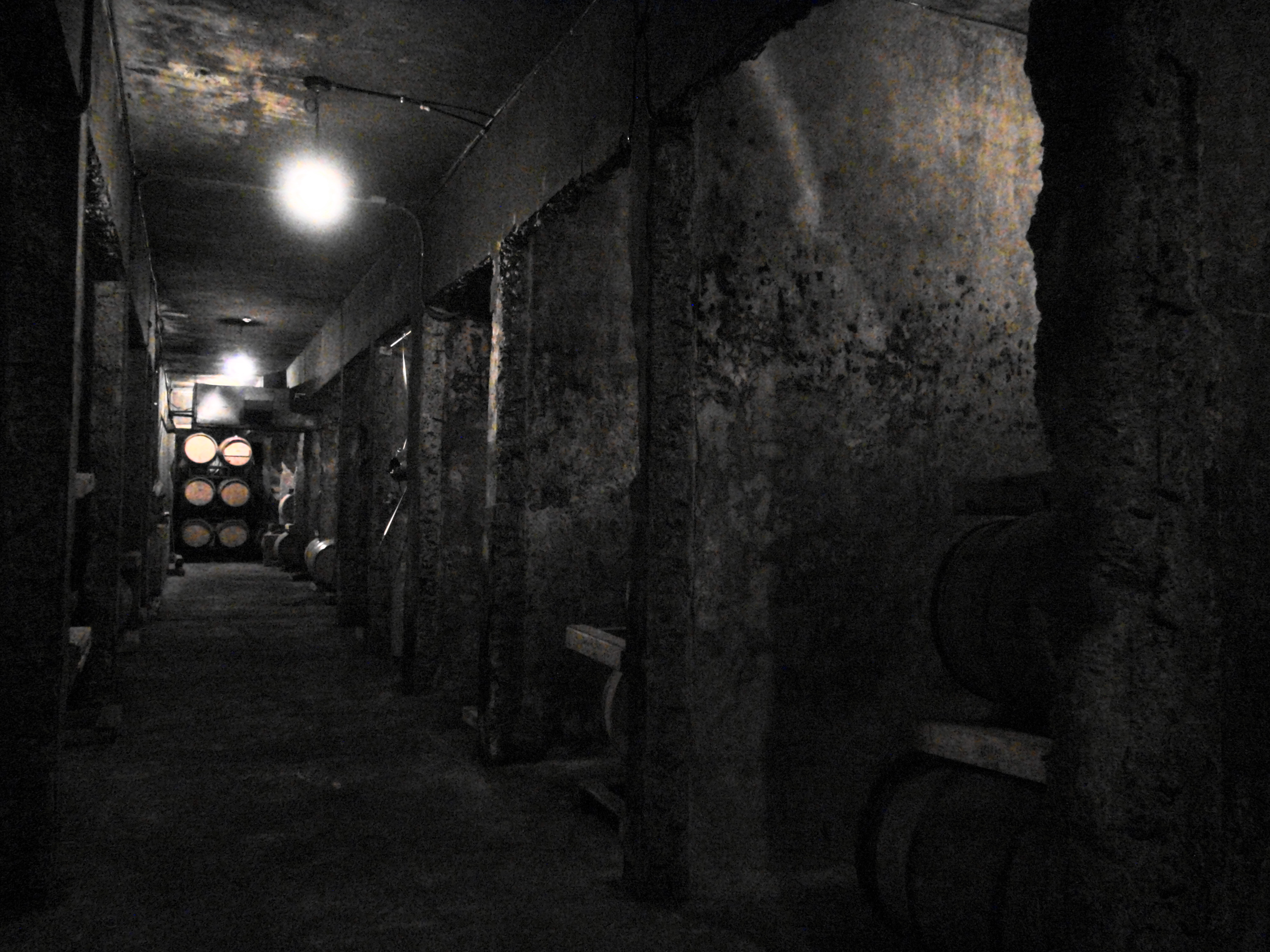
コンクリート地下セラー

石蔵発酵槽を用いた仕込みの手順は、竹を組んで作られたすのこ（濾過装置の役目となる）を発酵槽内に設置し、ブドウを房ごと潰して発酵槽内に入れて発酵させるという手間のかかるものであった。ヨーロッパ式の発酵槽に、竹を用いた独自の醸造法であったが、取り扱いが簡略化された金属製醸造タンクの普及に伴い、仕込みは金属タンク移行され、20世紀初頭に作られたこの石蔵発酵槽は使われなくなった。発酵槽の上部はコンクリートで塞がれ、その上に新工場や社屋などが新設、増設されていったが、地下の石蔵発酵槽はそのまま残されていた。
ルミエール社では1997年（平成9年）、文化庁より国の登録有形文化財への登録要請があったのを契機として、発酵槽での仕込みを復活させる話し合いが行われ、文化財を保護するだけでなく当時の仕込を継承することは有意義であるとして、石蔵造りの経験者の話を参考に模型を作り、作業用の器具が再現され、1998年（平成10年）登録有形文化財の登録の同年に、石蔵でのワイン造りが復活した。
例年、9月中旬頃に地下発酵槽でのワイン仕込が行われ、ここで醸造されたワインは「石蔵和飲」と名付けられ販売されている。
|                         |                      |                        |          |
| 登録有形文化財第19-0025 | 鉄網で保護さた発酵槽 | 甲州園時代初期のワイン | 石蔵和飲 |

## 交通アクセス
- 中央本線「勝沼ぶどう郷駅」より、タクシー10分。
- 中央自動車道「勝沼インターチェンジ」より、約3キロ。

ワイナリーショップは見学自由であるが、旧地下発酵槽の見学は原則として事前に予約が必要である。

## 周辺施設
- 笛吹市立青楓美術館
- 浅間神社
- 釈迦堂遺跡博物館